# 斯科特·富斯科
斯科特·富斯科（英語：Scott Fusco，1963年1月21日—），美国男子冰球运动员。他曾代表美国国家队参加1984年和1988年冬季奥林匹克运动会冰球比赛，均获得第七名。

## 家庭
哥哥马克·富斯科。